# Progressive Jewish Thought and the New Anti-Semitism
« Progressive » Jewish Thought and the New Anti-Semitism (« Pensée juive "progressiste" et nouvel antisémitisme ») est un essai de 2006 rédigé par Alvin Hirsch Rosenfeld (en) et publié par l'American Jewish Committee (AJC), avec une introduction du directeur exécutif de l'AJC, David A. Harris.  L'essai indique, comme le résume le New York Times, qu'un « certain nombre de Juifs, par leurs discours et leurs écrits, alimentent  une montée de l'antisémitisme virulent, en remettant même en question le droit à l'existence d'Israël ».

## L'essai
Extrait :

« une des caractéristiques les plus affligeantes du "nouvel antisémitisme" est la participation de Juifs à cette action, »

.

### Motivation de Rosenfeld
Rosenfeld, professeur à l'université d'Indiana, décrit sa motivation à écrire cet essai dans une interview présenté sur le blogue du campus : 
« 
Au cours des dernières années, j'ai surtout focalisé ma recherche sur l'antisémitisme actuel… Au cours de ma recherche, j'ai commencé à remarquer que certaines des personnes qui s'exprimaient avec la plus sévère hostilité étaient eux-mêmes des Juifs, et plus particulièrement des Juifs de la gauche radicale. J'ai voulu décrire et essayer d'expliquer leurs paroles qui me frappaient car elles étaient souvent extrêmes. »
Rosenfeld explique aussi sa motivation dans le New York Times, disant qu'il « voulait montrer qu'à une époque où resurgit l'antisémitisme, la façon dont certains Juifs pensent, alimente une cause très malsaine… S'opposer aux colonies israéliennes en Cisjordanie ou au traitement des Palestiniens, n'est pas en soi-même antisémite; c'est de remettre en question le droit à l'existence d'Israël qui franchit la ligne ».

### Contenu général de l'essai
Dans son essai, Rosenfeld déclare que :
- « À une époque où la dé-légitimation et par la suite l'éradication d'Israël est un but crié avec une ferveur grandissante par les ennemis de l'État juif, il est plus que décourageant de voir des Juifs eux-mêmes rajouter à la calomnie. Que certains le fassent même au nom du judaïsme, rend la nature de leurs attaques des plus grotesques ».
- « Leurs contributions à ce qui est en train de devenir un discours normatif, sont toxiques. Elles permettent de rendre respectables les visées antisémites contre l'état juif, par exemple, en affirmant que c'est un État de type nazi, comparable à l'apartheid en Afrique du Sud, qui est engagé dans un nettoyage ethnique et un génocide. Ces accusations ne sont pas vraies mais peuvent avoir comme effet de délégitimer Israël ».

### Critiques spécifiques
Richard Cohen
Rosenfeld critique Richard Cohen, chroniqueur au Washington Post  pour avoir écrit dans une de ses chroniques : « La plus grande erreur qu'Israël pourrait faire actuellement, c'est d'oublier qu'Israël lui-même est une erreur… L'idée de créer une nation de Juifs européens dans un territoire de Musulmans arabes (et de quelques Chrétiens) a produit un siècle de guerres et de terrorisme comme nous le voyons maintenant… Sa plus formidable ennemie est l'histoire elle-même ». Et pour avoir écrit que « Il n'y a aucune raison de blâmer le Hezbollah » pendant les combats de l'été 2006 entre Israël et le Hezbollah.
Daniel Boyarin
Rosenfeld désapprouve Daniel Boyarin pour avoir écrit : « De la même façon que le christianisme pourrait être mort à Auschwitz, Treblinka et Sobibor... alors je crains que mon judaïsme puisse mourir à Naplouse, Deheishe, Beteen (Beth-El) et El-Khalil (Hébron) ». Rosenfield accuse Boyarin d'un manque de « pensée lucide » ainsi que « d'iniquité » pour avoir effectué une comparaison entre la Shoah et le comportement du gouvernement israélien à l'égard des Palestiniens".
Radicals, Rabbis and Peacemakers
Rosenfeld écrit que « l'Israël présenté dans le livre Radicals, Rabbis and Peacemakers ( « Les gauchistes, les rabbins et les pacifistes » ), est un pays décrit comme 'amoral', barbare', 'brutal', 'destructeur', 'fasciste', 'oppresseur', 'raciste', sordide' et 'non civilisé'; reprenant exactement les termes utilisés par les plus virulents antisémites pour décrire le pays exécré ». Rosenfeld explique que le contenu du livre « ne repose pas sur quelque chose de sérieux comme une analyse historique raisonnée, mais plutôt sur une gamme complexe de motifs psychologiques ainsi que politiques, qui corrompent la raison et la remplacent par quelque chose qui ressemble à l'hystérie ».

## L'article duNew York Times
Lorsque l'essai fut publié en 2006, il n'attira guère l'attention, jusqu'à ce qu'il soit analysé fin janvier 2007 dans un article de Patricia Cohen dans The New York Times.
Cohen écrit que l'essai de Rosenfeld arrive à une période de grande anxiété chez de nombreux Juifs, qui voient, non seulement une résurgence des attaques provenant d'ennemis traditionnels, mais aussi des condamnations sans retenues d'Israël par d'anciens alliés et des personnes respectables" et elle poursuit en notant que "des controverses violentes sur les déclarations anti-israéliennes et sur l'antisémitisme ont ébranlé les autorités gouvernementales, les universitaires, les faiseurs d'opinion et les autres au cours de l'année passée, et plus particulièrement depuis que les plus fervents supporters et les critiques les plus acharnés d'Israël, peuvent être trouvés aussi bien à droite qu'à gauche". Cohen, en plus de résumer l'essai de Rosenfeld et son contexte, est allée aussi rechercher les réactions féroces de la plupart de ceux que Rosenfeld avait nommés dans son essai, et y a consacré plusieurs colonnes de son article.
L'éditorialiste du Washington Post, Richard Cohen, s'est plaint dans The New York Times que "Alvin H. Rosenfeld  a sélectionné mes citations pour son essai. Il a mal interprété ce que j'ai écrit. J'ai à certaines périodes été critique d'Israël, mais j'ai toujours été un défenseur d'Israël" et il rajoute, cependant, que parmi le grand nombre d'auteurs cités, certains ont écrit des brûlots enflammés contre Israël. "Je me suis trouvé avec un très étrange voisinage".
Tony Judt affirme dans The New York Times qu'il croit que la vraie raison de ces franches dénonciations de lui et des autres, avait pour but d'étouffer leurs critiques acerbes contre Israël et son traitement des Palestiniens.  "'Le lien entre antisionisme et antisémitisme est une nouvelle création", et Tony Judt ajoute qu'il craint que "les deux deviendront si associés dans l'esprit des gens que les références à l'antisémitisme et à la Shoah seront vues comme juste une défense politique de la politique d'Israël". Judt, qui recommande une solution binationale pour résoudre le conflit israélo-palestinien, pense qu'il "ne connaît personne dans une très large partie de l'opinion qui pense qu'Israël ne devrait pas exister".
The New York Times a aussi demandé à  Tony Kushner ses réactions: "La plupart des Juifs comme moi trouve ce sujet très pénible, et nous sommes conscients de la montée d'un antisémitisme vicieux dans le monde, mais nous nous sentons moralement responsables d'émettre des questions et des réserves".
L'article original du New York Times décrit lAmerican Jewish Committee, l'organisation qui a publié l'essai, comme un groupe de pression conservateur. Cette description a été immédiatement contestée par lAmerican Jewish Committee (ainsi que par d'autres, confirmant que la caractérisation originale de l'AJC est erronée,). En réponse, le journal publia une correction explicitant que la position de l'AJC recouvre un large spectre politique; il n'est pas 'conservateur' .
Alvin Rosenfeld a critiqué fermement le reportage du New York Times, prétendant que l'article dans sa totalité était trompeur et formulait ses arguments de façon non correcte,, et que la mauvaise caractérisation reconnue de l'AJC n'était juste qu'un exemple. Selon Rosenfeld, cette mauvaise caractérisation est aussi présente dans le titre de l'article, qui décrit les cibles de son essai critique comme des "Juifs libéraux", quand, "Je n'ai jamais fait référence aux Juifs libéraux, et si vous lisez attentivement mon texte vous ne trouverez tout simplement pas ce terme".   Gershom Gorenberg est d'accord avec cette critique, et écrit que "l'essai lui-même se réfère aux "progressistes", un groupe qui empiète sur les libéraux mais qui n'en est pas synonyme". Rosenfeld écrit que cet article trompeur "réduit mon raisonnement à une sorte de face à face gauche-droite  ou conservateurs-libéraux et conduit à ce que de nombreuses personnes interprètent mal l'essai",.

## Autres articles
Début février 2007, Stacey Palevsky observe dans un rapport pour le Jewish News Weekly que "Il semble que chacun en parle".
« Les journalistes comme les Juifs sont apparemment en train d'évaluer quand la critique d'Israël  se transforme de légitime à de l'antisémitisme? Pourquoi les organisations progressives et libérales sont-elles de plus en plus tolérantes au langage et aux actions antisionistes? Que signifie pour les Juifs et pour l'état juif, la montée du "nouvel antisémitisme"? Et est-ce que les Juifs eux-mêmes ne contribuent-ils pas à la rhétorique antisémite? Ou est-ce que cette accusation est contraire à la tradition juive de la liberté de pensée? »
Ben Harris, dans un article fin février 2007 pour le  Jewish News Weekly, écrit que: "L'essai a peut-être eu l'effet opposé à celui qui était attendu", en galvanisant au contraire les groupes juifs "progressistes" qui ressentent "qu'il est immoral de rester silencieux en face de ce qu'ils voient comme un mauvais traitement des Palestiniens par Israël". Harris cite Philip Weiss: "Les choses changent…Ma perception est que la communauté juive, les Juifs progressifs, se sentent libérés et se lèvent".  Weiss lui-même note deux évènements récents: le lancement de la Jewish Voice for Peace ("Voix juive pour la paix") du projet Muzzlewatch (surveillance contre le musellement)  destiné à rendre compte des suppressions supposées des critiques d'Israël, et l'échec de l'Organisation sioniste américaine à faire exclure un groupe juif libéral d'une association nationale pro-israélienne.
Rebecca Spence écrit dans The Forward qu'"au Royaume-Uni, un débat similaire fait rage dans les cercles juifs. La majorité des groupes juifs répriment le débat libre sur la politique israélienne et environ 130 Juifs principalement gauchistes ont formé leur propre groupe, Independent Jewish Voices ("Voix juives indépendantes")".

## Autres réponses

### Éloges et approbation
Shulamit Reinharz écrit dans les colonnes du Jewish Advocate de Boston: "La plupart diront qu'ils ne sont simplement qu'antisionistes, et pas antisémites. Mais je ne suis pas d'accord, car dans un monde où il n'y a qu'un seul état juif, s'opposer violemment à lui, c'est mettre en danger la vie de Juifs",.
Gil Troy a écrit une tribune libre dans le Jewish Week de New York où il fait l'éloge de l'essai, mais surtout critique ses critiques:  
« Finalement, plutôt que de traiter l'essai comme une honnête analyse d'un sujet douloureux et complexe, les critiques ont accusé l'AJC d'étouffer le débat. Une telle hystérie fait passer les intellectuels pour des gens gâtés, susceptibles et fragiles. Des auteurs à succès comme Noam Chomsky ou des milliardaires comme  George Soros applaudissent rituellement à leur propre bravoure et prétendent qu'ils sont des voix isolées quand ils se joignent à l'exagération intellectuelle à la mode contre Israël. Comment se fait-il que ces gens qui critiquent de façon vicieuse Israël et le sionisme, qui donnent des conférences au monde juif sur la tolérance et la liberté d'expression, soudainement ne peuvent pas tolérer un débat énergique quand ils sont critiqués?  Rien dans l'essai de l'AJC  ne préconise des lois de haine, ni la suppression de la liberté de parole, ni d'autres intimidations. Le professeur Rosenfeld a fait ce qu'un chercheur est supposé faire: identifier, cataloguer, analyser, expliquer et contester. »
Lee Adlerstein dans sa tribune libre dans le The Forward intitulée "Alvin Rosenfeld a raison en ce qui concerne les libéraux et l'état juif":
« 
Les gens peuvent et ont un droit constitutionnel de critiquer Israël, même sévèrement, y compris de remettre en question son droit à l'existence. Il doit y avoir de sérieux débats sur la sagesse de la politique israélienne, et il y a beaucoup à critiquer.   

Cependant, nous ne sommes pas dans une période normale et nous ne pouvons pas nous permettre de l'ignorer. Des critiques au fer rouge, ouvertement orientés vers la dé-légitimation d'Israël sont vraiment dangereuses et d'autant plus douloureuses quand elles viennent de Juifs. La communauté, compte tenu de son propre droit d'expression, doit attaquer les diffamations de cette sorte.  

Pour les commentateurs ayant une audience publique, délégitimer Israël en cette période, est nuisible,  mine le support nécessaire existant et pour le moins encourage les ennemis d'Israël. Nous pouvons et devons le dire comme Alvin Rosenfeld la fait. »
David Harris s'est montré content de la réaction reçue par l'essai:"Les individus que Rosenfeld mentionne sont sur les marges de la politique en assurant qu'Israël n'a pas le droit d'exister et doit soit être détruit soit être incorporé dans un soi-disant état binational, qui signifierait la fin d'Israël tel que nous le connaissons".
Jonathan Tobin écrit dans The Jewish World Review que "Rosenfeld est prudent de mentionner que remettre en question la politique du gouvernement israélien, n'est pas la même chose que d'être anti-israélien et encore moins antisémite. Mais il a la mauvaise attitude de faire remarquer que ceux qui remettent en question de façon agressive, le droit d'Israël à avoir son propre gouvernement ou de se défendre contre ceux qui essayent de le détruire, sont les meilleurs alliés involontaires d'un mouvement anti-Juif grandissant ... C'est pour cela que Rosenfeld et ses sponsors de l'AJC ont été traités avec cette sorte de goudronnage et d'emplumage publics réservée normalement qu'aux troglodytes de l'extrême droite". Tobin conclut que "au cours des dernières années, ce sont les supporters d'Israël qui sont devenus des parias dans les cercles intellectuels, et non ceux qui le critiquent. Malgré tous leurs discours de "martyr" de la part de personnes comme Tony Judt, le fait est qu'ils n'ont pas souffert du tout de leurs attaques contre Israël et de leurs sourires méprisants envers ceux qui défendent Sion. Si nous désirons savoir vers où nous allons, il suffit de regarder la Grande-Bretagne, où dans les cercles intellectuels et artistiques, on se trouve au point qu'il n'est plus possible de s'identifier comme juif sans être obligé de désavouer tout support à Israël".
Edward Alexander écrit dans le New York Post en faveur de Rosenfeld : "Quand des gens comme Tony Judt, de l'Université de New York, le plus vociférateur et le plus content de soi des critiques de Rosenfeld, publient leur appel mensuel pour un politicide en Israël, qu'ils diabolisent comme le seul État 'anachronique' dans un monde progressiste et multiculturel, ne ressentent-ils pas, même inconsciemment, une parenté potentielle avec le président d'Iran à tendance génocidaire et pas du tout progressiste? Légalement, une telle intimité est appelée 'complicité de meurtre' "

### Critiques
Patricia Cohen voit des similarités entre l'essai de Rosenfeld et ce qu'Alan Wolfe appelle "l'illibéralisme juif", qui "analyse le langage enflammé de l'opposition croissante à la guerre en Irak et à la politique du président Bush au Moyen-Orient qui, d'après Wolfe, a poussé les Juifs libéraux à devenir plus ouvertement critiques à l'égard d'Israël". Wolfe déclare que "des évènements dans le monde ont aiguisé un sens de ce qui est en jeu". "Israël est plus isolé que jamais", ce qui selon Wolfe "oblige les Juifs américains défenseurs d'Israël à devenir plus agressifs".
Richard Cohen répond dans sa rubrique régulière dans le Washington Post, publié le 6 février 2007. Cohen rappelle qu'il a dédié plus de 90 articles pour condamner l'antisémitisme depuis qu'il a commencé en tant que chroniqueur en 1976, "la plupart pour une condamnation sans appel de la haine qui a tué un tiers de tous les Juifs pendant mon existence. Aussi, c'est pour moi une surprise qui a la force d'une agression d'être accusé d'aider justement les personnes que je hais tant…d'être un complice de quelque chose appelé le 'nouvel antisémitisme' ",. Cohen écrit que le rapport "a donné la liberté aux plus intolérants et plus bornés des défenseurs d'Israël de censurer, comme l'AJC le mentionne pour mon cas, toute déviation de l'orthodoxie, ou à quelqu'un comme Reinharz de lancer le plus puissant anathème post-Shoah, l'accusation d'antisémitisme. L'offense n'est pas seulement faite contre une poignée d'écrivains sans importance, mais contre la mémoire elle-même".
Douglas Rushkoff a répondu à l'essai dans son blogue du 1er janvier 2007, indiquant: "Dans leur nouveau  livre blanc, l'American Jewish Committee blâme les 'Juifs progressistes' et les cite par nom, les accusant de promouvoir l'extinction du peuple juif. Bien sûr, mon opinion est que ce sont leurs positions racistes et triomphalistes qui représentent l'antithèse de la sensibilité mosaïque, et qui sont la plus grande menace à ce que les Juifs doivent offrir en priorité au monde".
Michael Berenbaum, un chercheur éminent sur la Shoah, proclame: "Je pense que c'est un salmigondis…. Je ne suis pas sûr si cela va faire avancer le discours ou le débat. La question que vous devez poser est de savoir ce que l'on gagne en n'engageant pas le débat, mais en étiquetant et ciblant de cette façon?".
Dans le Washington Post, Susan Jacoby écrit que: "Ceci est en fait un signe que la droite juive américaine est effrayée par sa perte de terrain à l'intérieur de la communauté juive. Dans leur alliance politique avec la droite chrétienne sur tous les sujets concernant Israël, ironiquement basée sur le fait que pour les fondamentalistes protestants, Israël est vu comme le lieu où le Christ retournera après le jugement dernier, les Juifs ultraconservateurs ont rompu avec le meilleur des traditions juives sur la conscience et la connaissance sociale…Les Juifs de droite se doivent de refuser cette partie vibrante et socialement compatissante de leur passé juif afin de justifier leur politique. Aussi, ils répandent l'idée que les Juifs libéraux, les Juifs qui posent des questions sur la politique israélienne, sont de mauvais Juifs".
Le 7 janvier 2007, Daniel Sieradski apparaît sur Beyond the Pale, dans un programme radio juif progressiste qui diffuse sur Pacifica Radio, accompagné d'Esther Kaplan et de Sara Roy, toutes les deux mentionnées dans le rapport, afin de discuter aussi bien de ses prétendues inexactitudes que de son hostilité perceptible contre la communauté juive progressiste.
De même, en réponse à l'essai, le rabbin Michael Lerner écrit que: "au lieu d'engager sérieusement une discussion sur les sujets (par exemple, jusqu'où la politique actuelle d'Israël est similaire à l'apartheid, et jusqu'où elle n'y est pas?), l'organisation juive et les médias répondent en attaquant les gens qui émettent telle ou telle critique, déplaçant le discours à la légitimité du messager et donc évitant de discuter la substance de la critique. Connaissant ceci, beaucoup de gens sont effrayés, d'être eux aussi traités d'antisémites s'ils posent la question de la sagesse de la politique israélienne ou s'ils cherchent de s'organiser politiquement afin de faire changer cette politique".
"L'organisation juive a transformé le judaïsme en une religion de majorettes pour un état national particulier, qui possède un grand nombre de Juifs, mais qui a sérieusement perdu de vue les valeurs juives que les premiers sionistes espéraient mettre en application là-bas". Lerner avertit que "lorsque cette bulle de répression du dialogue explose en un ressentiment ouvert sur la façon dont le politiquement correct juif a été imposé, il peut réellement s'ensuivre un 'nouvel' antisémitisme. Afin de le prévenir, les voix de désaccord sur la politique israélienne doivent obtenir la même exposition médiatique que celle donnée aux voix de l'Establishment juif".
Le rabbin Arthur Waskow prend une voie différente pour critiquer l'article et le soutien apporté par l'AJC. Dans un essai mis sur le site Web du Shalom Center à , il remarque que loin de développer l'antisémitisme, la plupart des auteurs attaqués par l'AJC (Tony Kushner, Adrienne Rich et Daniel Boyarin, parmi d'autres) sont en fait des contributeurs importants du renouveau et de la revitalisation de la culture juive, transcendant les divisions traditionnelles Israël-Diaspora et religieuse-séculaire. Mais Rosenfeld et l'AJC ne voient aucune valeur dans ces contributions, car ils ne voient les valeurs juives seulement par rapport à l'état d'Israël.  
En vérité, continue Waskow, l'AJC a fait beaucoup plus pour ébranler Israël et son judaïsme que les questions soulevées par ces intellectuels, en supportant quelques décisions particulières des gouvernements américains et israéliens, particulièrement la guerre en Irak qui a augmenté les dangers contre Israël ; l'invasion du Liban en 2006 ; et l'établissement de centaines de milliers de colons juifs dans les territoires palestiniens de Cisjordanie et de Jérusalem-Est.  

#### Réponse de Rosenfeld aux critiques
Rosenfeld a répondu à ses critiques par un article publié dans The New Republic et dans une interview publiée sur le blogue du campus.
Il écrit que beaucoup de ses critiques déforment l'argument qu'il a mis en avant dans son essai, d'une façon similaire. Il explique: "Comme je n'ai jamais une fois fait référence au 'libéralisme', ni appelé quelqu'un un 'Juif antisémite' ou un 'Juif honteux', ni dit quoi que ce soit sur les démocrates ou sur la guerre en Irak, ni fait une quelconque tentative de 'faire taire' quelqu'un, cet acte d'accusation kafkaïens m'interroge sur ce qui se joue ici: illettrisme, malhonnêteté ou pire? Comme Bret Stephens l'a dit récemment: 'Comment se joindre à un débat devient un effort pour le supprimer?' ".
En réponse aux accusations de vouloir faire taire le débat, Rosenfeld écrit: "Personne ne peut être réduit au silence ... Je pense que c'est une diversion de parler de vouloir faire taire le débat. Ce débat en fait est l'évidence d'une discussion robuste et franche, et qui que ce soit qui crie que quelqu'un essaye de le censurer, dit une absurdité".
Rosenfeld soutient qu'il y a eu une « escroquerie dialectique » parmi les critiques gauchistes d'Israël.  
« La rubrique omniprésente "critique d'Israël," désigne maintenant aussi un tout autre genre de discours, un qui est presque devenu du genre politico-rhétorique avec son propre vocabulaire identifiable, ses conventions narratives et ses conclusions prévisibles. Au centre de ses idées, se trouve ce que le chercheur britannique Bernard Harrison appelle une "escroquerie dialectique". Il procède de la façon suivante: (1) Repérer une action israélienne qui peut servir de base à la "critique d'Israël" (par exemple, une incursion militaire israélienne près de Jénine en avril 2002, en réponse à des massacres terroristes palestiniens); (2) Puis décrire dans les termes les plus excessifs possibles, par exemple en rapprochant le "rasage de Jénine" de la destruction du ghetto de Varsovie, tout en anticipant que les institutions juives "puissantes" et "répressives" vont essayer de "faire taire" les critiques en les appelant antisémites. (3) Puis, face aux preuves apportées par des critiques plus sérieux qui trouvent que contrairement à vos accusations, il n'y a pas eu ce que vous avez appelé de "rasage de Jénine", et que l'armée israélienne n'a rien de commun avec les SS, crier "ignobles" et proclamer que leur censure illustre parfaitement le fait qu'il y a réellement une conspiration organisationnelle juive pour faire taire les critiques d'Israël, en désignant ces auteurs comme antisémites" »
« Pour certains, cette escroquerie dialectique fonctionne parfaitement et valide leur propre sens d'eux-mêmes en tant que martyr intellectuel souffrant pour une cause idéologique de la plus haute importance…Cependant l'escroquerie se dissout rapidement en ce qu'elle est réellement: un préjugé politique mélangé avec une touche d'hystérie et se déguisant en victime de représailles. Ainsi, quand un minuscule groupe politique se faisant appeler "Jewish Voice for Peace" (Voix juive pour la paix), commence à pourchasser "une épidémie croissante d'intimidation et de harcèlement de la part d'individus juifs, cherchant à étouffer un débat ouvert sur la politique américaine à l'égard d'Israël", on ne peut, même difficilement, les prendre au sérieux. »

### Réponses mixtes
Gershom Gorenberg du The American Prospect loue l'idée de Rosenfeld, mais critique sa présentation et sa structure comme "confuses". 
« Le manque de précision de Rosenfeld me choque. Quand il attaque les opposants virulents à Israël qui se désignent eux-mêmes comme "progressistes", il identifie leurs points de vue avec tous ceux qui s'appellent eux-mêmes progressistes, un peu comme si on demandait à James Dobson de définir ce que signifie "Chrétien". Il pointe le fusil de sa critique vers un si large groupe d'auteurs que son lecteur peut s'étonner vers où il vise. L'éditorialiste pro-israélien du  Washington Post Richard Cohen appartient-il réellement à la même espèce idéologique que ceux qui accusent Israël de génocide?  »
« La confusion est une honte, car Rosenfeld a des arguments légitimes. Il rejette explicitement l'idée que toute attaque contre la politique israélienne soit égale à de l'antisémitisme. Il cible plutôt ces Juifs qui rejettent l'existence même de l'état juif, et qui expriment leurs opinions avec des hurlements qui identifient Israël avec les nazis. »
John Judis, éditeur en chef au The New Republic et expert associé à la Fondation Carnegie pour la paix internationale, écrit:
« Il y a un paradoxe qui hante ces accusations d'antisémitisme. D'une part, Rosenfeld, Harris et les autres désirent nier que les Juifs américains et les organisations juives américaines comme l'AIPAC souffrent d'une double allégeance en essayant d'influer sur la politique étrangère américaine. D'après eux, cette accusation est de l'antisémitisme ou contribue à l'antisémitisme. D'autre part, ils désirent demander aux intellectuels juifs américains une certaine loyauté à l'égard d'Israël, de sa politique et du sionisme, comme partie de leur être juif. Ils rendent la double allégeance une partie incontournable de chaque Juif dans un monde où existe un état juif. Et c'est probablement le cas. De nombreux Juifs souffrent actuellement de cette double allégeance, de la même façon que les Cubo-Américains ou les Mexico-Américains. En ignorant ce dilemme, et pire encore, en accusant ceux qui reconnaissent son lien avec l'antisémitisme, les critiques du nouvel antisémitisme se sont engagés dans un combat contre leur propre moi politique. »

### Interviews
- Ben Greenberg. Interview d'Alvin Rosenfeld. CampusJ. 2 mars 2007.
- Bob Garfield, Brooke Gladstone, J.J. Goldberg. Transcript: A Zion in the Sand. NPR On The Media. 16 février 2007.

### Essais
- Alvin H. Rosenfeld. 'Progressive' Jewish Thought and the New Anti-Semitism.  American Jewish Committee.  2006.
- Shaul Magid et Paul Bogdanor. Zionism, Anti-Semitism, and the Boundaries of Dissent: Round 2 of the Alvin Rosenfeld Debate, Zeek, Avril 2007.
- Alvin H. Rosenfeld:  Modern Jewish Intellectual Failure: A Brief History, in The Jewish Divide Over Israel: Accusers and Defenders, ed. Edward Alexander et Paul Bogdanor, Transaction Publishers, 2006, pp. 7-32.
- Alan Wolfe: Free Speech, Israel, and Jewish Illiberalism. "The Chronicle of Higher Education". 17 novembre 2006.
- George Soros:. On Israel, American and AIPAC. "New York Review of Books". 12 avril 2007.
- Shalom Freedman: Rosenfeld is Right Jewish Political Studies Review 19:1-2, 11 mars 2007.
- Melanie Kaye/Kantrowitz Some Notes on Anti-Semitism from a Progressive Jewish Perspective. Jewish Currents; mars 2007.

### Autres couvertures médiatiques
- Alvin Rosenfeld: « Rhetorical violence and the Jews »(Archive.org • Wikiwix • Archive.is • Google • Que faire ?)
- Joe Lanzmann: Are you a liberal anti-Semite? "Slate"; 2 février 2007.
- Stanley Kutler: On Jewish critics of Israel. "The Boston Globe"; 7 février 2007.
- Jack Gilden: Hey, Lefty. "Jewish Times"; 9 février 2007.
- Gaby Wood: The new Jewish question. "The Observer"; 11 février 2007.
- Ira Youdovin: Is Community Open to Critics of Zionism?.  "The Forward"; 23 février 2007.
- Alvin Rosenfeld Is Right About Liberals And the Jewish State. "The Forward"; 16 mars 2007.
- Emanuele Ottolenghi: News from the Continent: False Prophets. "Commentary Magazine"; 19 février 2007.
- The Jewish Grassroots Revolt. (Alliance of Concerned Jewish Canadians), "Canadian Dimension"; 19 février 2007.
- Larry Lowenthal: « Uproar over recent essay »(Archive.org • Wikiwix • Archive.is • Google • Que faire ?). "Commentary Magazine"; 28 février 2007.
- Hillel Halkin: "Progressive" Critics of Israel. "Commentary Magazine"; 28 février 2007.
- Rebbetzin Esther Jungreis: « Rebbetzin's Viewpoint: Purim Replay »(Archive.org • Wikiwix • Archive.is • Google • Que faire ?). The Jewish Press; 28 février 2007.